# ألفرد دبليو. بلايس
ألفرد دبليو. بلايس (بالإنجليزية: Alfred W. Place)‏ هو لاعب كرة قدم أمريكية أمريكي، ولد في 8 مايو 1877 في Rudolph, Ohio ‏ في الولايات المتحدة، وتوفي في 19 سبتمبر 1955 في إنديانابوليس في الولايات المتحدة.